# Texhoma (Oklahoma)
Texhoma – miejscowość w Stanach Zjednoczonych, w stanie Oklahoma, w hrabstwie Texas.